# 保寧寺
保寧寺（ほねいじ）は、埼玉県加須市にある臨済宗妙心寺派の寺院。

## 歴史
1330年（元徳2年）、玉山徳旋によって開山された。開山年代を反映して、鎌倉時代の瓦や板碑が出土している。1591年（天正19年）、騎西領主松平康重は当寺住職の南雄に帰依していたこともあり、1町歩の田畑が寄進された。
当寺には、国の重要文化財に指定されている「木造阿弥陀如来及両脇侍像（阿弥陀三尊）」がある。別名「子授け阿弥陀」と呼ばれ、この像を拝めば、子どもが授かるというご利益があるとされた。
1983年（昭和58年）、この阿弥陀三尊像は「宗慶」という慶派の仏師が1196年（建久7年）に造立したものであることが判明した。宗慶は運慶とは兄弟弟子にあたる。

## 文化財
- 木造阿弥陀如来及両脇侍像（重要文化財 平成14年6月26日指定）[3]

## 交通アクセス
- 加須駅より徒歩23分。

## 関連文献
- 「日出安村 保寧寺」『新編武蔵風土記稿』 巻ノ209埼玉郡ノ11、内務省地理局、1884年6月。NDLJP:764008/90。